# Larciano
Larciano est une commune de la province de Pistoia dans la région Toscane en Italie.

## Géographie

Localisation de la commune de Larciano à l'intérieur de la province de Pistoia

## Monuments et lieux d'intérêt

### Architectures religieuses
- Église de Saint Rocco
- Église paroissiale de Saint Silvestro
- Église de Saint Donnino
- Église de Saint Niccolò

### Architecture civile
- Villa Banchieri

### Architecture militaires
- Le Château de Larciano (XIIIe siècle) renfermant le Musée Archéologique Civique de Larciano Castello
- Le Château de Cecina di Larciano (Xe siècle)

### Espace naturelle
- Marais de Fucecchio, le marais le plus vaste de l'Italie.

### Autres points d'intérêt
- Monument à la mémoire des victimes du massacre du marais de Fucecchio et des combattants toscans. L'œuvre en marbre de Carrare réalisée par Gino Terreni, originaire d’Empoli, commémore la stupéfaction et le drame de 175 innocents, parmi lesquels on retrouve surtout des femmes, des personnes âgées et des enfants, qui sont sur le point d'être fusillés par des soldats nazis, qui avaient été hébergé dans les maisons des gens de Larciano auparavant. Le monument a été inauguré en septembre 2002 à Castelmartini, lieu de l'un des massacres les plus sanglants commis par les nazis-fascistes après l'armistice. Cet événement est connu sous le nom du massacre du marais de Fucecchio; le président de la République de l'époque Carlo Azeglio Ciampi était également présent à l'inauguration. En outre, sept travaux préparatoires sont présents en permanence au Centre de Recherche, Documentation et Promotion du Marais de Fucecchio, dont le plâtre d’origine du monument en question[2].
- Jardin de la Mémoire. Inauguré le 23 août 1996 à Castelmartini, le Jardin de la Mémoire a pour but de commémorer le massacre commis le 23 août 1944 par les Nazi-fascistes, au cours duquel 175 personnes ont perdu leur vie. Il a été créé par Andrea Dami et Simone Fagioli, qui ont récupéré l'ancien cimetière en intervenant avec des installations artistiques permanentes. L'œuvre « Paysage », d'Andrea Dami, présente 36 panneaux dédiés aux morts de la commune de Larciano : les signes quadrangulaires et cubiques rappellent les femmes, tandis que les sphériques et rondes évoquent les hommes. Les formes ne sont pas les mêmes car elles représentent les diverses vies des victimes ; de plus, elles sont situées légèrement obliquement par rapport à l'horizon, ce qui montre le caractère aléatoire et imprévisible de la vie. En outre, Andrea Dami et Simone Fagioli ont créé une sorte de carte postale au sol intitulée « Mon frère est ici », qui fait partie d’une série de thèmes graphiques et culturels émergeant de quatre-vingt-deux courriels en provenance de différents pays d'Europe, d'Amérique et d'Asie. « Mon frère est ici » se compose de neuf mosaïques "pictogrammes-sièges-tables-plateformes" représentant le monde (universalité du message), la relation homme/femme (archétype humain), l'œil (symbole de la vision directe du massacre), la table de la paix (élément de réflexion constante), la dualité soleil / lune (dualité de la vie), la croix (sacrifice de 175 victimes du massacre), le sang (sang des personnes tuées), la colombe (symbole de paix par excellence) et le mot "non!" (mot contre la violence et la guerre)[3].
- Marzocco.
- Porte Bagno, porte San Marco et porte Meridionale.

## Culture

### Bibliothèques
Dans la commune de Larciano, une bibliothèque municipale est présente et cela offre divers services aux citoyens, par exemple le prêt locale, domiciliaire et bibliothécaire, la consultation d’œuvres, des activités d’éducation pour les adultes et les enfants, des activités de promotion à la lecture et une ludothèque.

### Études scientifiques
- Observatoire astronomique de Castelmartini.[5] Situé dans la maison privée d'Enrico Prosperi à Castelmartini. Il est actif depuis 1994 et depuis 1998 il s’agit d’un observatoire numéroté inclus dans la liste établie par l'Union astronomique internationale (avec le code 160). En février 2018, l'observatoire était l'un des plus prolifiques en termes absolus par nombre d'observations de corps mineurs dans le système solaire et, dans les années précédentes, à partir de 2009, il a été toujours classé parmi les tout premiers, parfois au premier rang, au niveau national.

### Musées
- Musée de la vie rurale Casa Dei. Situé à l'intérieur d'une ferme à deux étages au sein du marais de Fucecchio, le musée rassemble des matériaux de la vie paysanne du début du XXe siècle. Le musée est divisé en sections et le but ultime est celui de faire connaître la relation établie entre le lieu, l'activité agricole et le rôle dans la vie rurale de l'époque. Ce musée est créé en collaboration avec la région Toscane et avec le patronage de la province de Pistoia et de la municipalité de Larciano dans le cadre du projet intitulé « Le long des routes migratoires » et il est entré dans le réseau muséal de la région Toscane depuis 2012[6].
- Musée civique de Larciano Castello. Situé à Larciano Castello et inauguré en 1975, le musée rassemble des objets de la zone de Valdinievole et des objets d'autres lieux, grâce à des dons ou des prêts temporaires d'autres musées. Les découvertes couvrent un vaste cadre temporel allant de la Préhistoire à la fin de la Renaissance. Le musée est organisé en deux sections, c’est-à-dire locale et éducative[7].

## Sport
Une course cycliste annuelle a lieu autour de la commune depuis 1967.

## Administration
Le tableau ci-dessous montre les différentes administrations qui se sont suivies dans cette commune.
| Période         | Période       | Identité               | Parti politique                    | Fonction politique                   | Référence |
| --------------- | ------------- | ---------------------- | ---------------------------------- | ------------------------------------ | --------- |
| 17 juillet 1985 | 31 mai 1990   | Graziano Lustri        | Partito Comunista Italiano         | Maire                                | [ 8 ]     |
| 31 mai 1990     | 22 avril 1991 | Graziano Lustri        | Partito Comunista Italiano         | Maire                                | [ 8 ]     |
| 22 avril 1991   | 24 avril 1995 | Andrea Stefano Lollini | Partito Democratico della Sinistra | Maire                                | [ 8 ]     |
| 24 avril 1995   | 14 juin 1999  | Andrea Stefano Lollini | Partito Democratico della Sinistra | Maire                                | [ 8 ]     |
| 14 juin 1999    | 14 juin 2004  | Roberta Beneforti      | Centro Sinistra                    | Maire                                | [ 8 ]     |
| 14 juin 2004    | 08 juin 2009  | Roberta Beneforti      | Centro Sinistra                    | Maire                                | [ 8 ]     |
| 08 juin 2009    | 26 mai 2014   | Antonio Pappalardo     | Lista civica                       | Maire                                | [ 8 ]     |
| 26 mai 2014     | 04 mars 2015  | Antonio Pappalardo     | Lista civica                       | Maire                                | [ 8 ]     |
| 04 mars 2015    | 05 juin 2016  | Lisa Amidei            | Lista civica                       | Adjoint au maire en qualité de maire | [ 8 ]     |
| 05 juin 2016    | En cours      | Lisa Amidei            | Lista civica                       | Maire                                | [ 8 ]     |

### Hameaux
Baccane, Biccimurri, Castelmartini, Cecina, Larciano Castello, San Rocco di Larciano

### Communes limitrophes
Cerreto Guidi, Fucecchio, Lamporecchio, Monsummano Terme, Ponte Buggianese, Serravalle Pistoiese

### Jumelages
Poussan, depuis 2013
 Rousset, depuis 2013